# 1894年香港鼠疫
1894年香港鼠疫，又稱太平山鼠疫，是19世紀末至20世紀初“鼠疫第三次全球大流行”中的一次重要爆發。1894年5至10月，在香港大流行的鼠疫導致2000人以上喪生，三分之一的人口逃離香港。此後至1926年的30年間，鼠疫幾乎每年都在香港出現，總共導致超過2萬人死亡。通過香港的海上交通，源於中國雲南的這次鼠疫大流行在1894年以後輾轉傳播各地，最終遍及全球所有有人類居住的各大洲。另一方面，細菌學家在1894年首次在香港分辨出導致鼠疫的病源體鼠疫桿菌，為防治鼠疫開始了重要的一步。

## 背景
這次鼠疫全球大流行相信源自中國西南的雲南。1850年代中起，當地每年皆有相信是鼠疫的疾病報告，但未向外擴散:18-48。1855年至1873年間，雲南回民之亂，部份雲南人口遷移，相信鼠疫是此時隨之遷移至人口較多之兩廣一帶:49-68。
1882年，廣東北海（現屬廣西）熱病爆發，經調查後懷疑是鼠疫，此後鼠疫成為當地風土病:64-66。1894年2月，疫病開始在廣州大規模爆發，至5月已導致超過5萬人死亡。其時香港廣州兩地交通頻繁，從廣州到香港的輪船每天有3至4班；每週從廣州抵港的人數超過1萬人:11。疫症2月在廣州爆發後，有部份人從廣州到香港暫避。:11

## 經過
國家醫院的主管醫生詹姆斯·勞森（James A. Lowson）得知廣州爆發鼠疫，於4月底前往調查。勞森於5月8日回港。次日便在政府的國家醫院發現一名懷疑染上鼠疫的病者。:135勞森前往華人的主要醫院，使用中醫治療的東華醫院，發現原來該處已有20人患上鼠疫，而且病況嚴重。而據報，另外已有40多名華人死亡。病者多數來自上環華人貧困者聚居的太平山街。:1365月10日，代理香港總督據衛生條例，宣佈香港為發生鼠疫的疫埠，並隨即緊急頒布防疫條例，試圖阻止疫病蔓延。政府的措施包括強制將鼠疫患者隔離治療；規定鼠疫死者屍體必須交政府處理；對曾有人染上疫症的民居進行清洗消毒。為接收眾多隔離患者，將醫院船「海之家」（Hygeia，即健康女神）從昂船洲移至西環對開維多利亞港作專門醫院，又在堅尼地城警署成立臨時醫院。:136
然而當時多數華人對西醫並不信任，亦不理解衛生當局的防疫方法，對這些措施不願合作。很多貧窮的病患者留在家中沒有接受任何治療，病死後屍體被人在黑夜中拋棄。政府出動英軍及警察，包括史樂郡兵團（Shropshire Regiment）的俗稱「清洗旅」（Whitewash Brigade），前往疫情集中的地區逐戶入屋搜查，隔離病患及進行消毒；但這樣引來更多不滿。華人透過東華醫院向政府要求准許病患者離港返回華界。:138在香港及廣州皆有出現針對西醫以至英國人的傳言，稱西醫隔離治療有不可告人秘密。:140為了控制疫病在市內蔓延，政府規定同屋有人染疫，而知情不報者會受罰。同時將衛生情況惡劣的民居封閉。其中疫病傳染最為嚴重的太平山街一帶，土地被政府通過緊急條例收回，約7000名居民全部被遷出，更增加華人的不滿。此時有傳言，稱港府若清拆太平山街，將襲擊廣州的英人報復。:143香港總督羅便臣一方面要求兩廣總督李瀚章諭告辟謠及保護廣州的外國人；於5月底又在堅尼地城玻璃廠增設臨時隔離醫院代替醫院船海之家，專門用來接收華人，並交由東華醫院的華人管理及使用中醫治療。

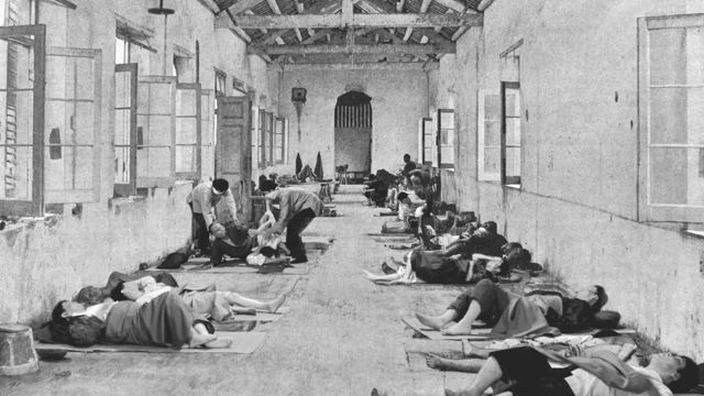
堅尼地城玻璃廠內收容的病人

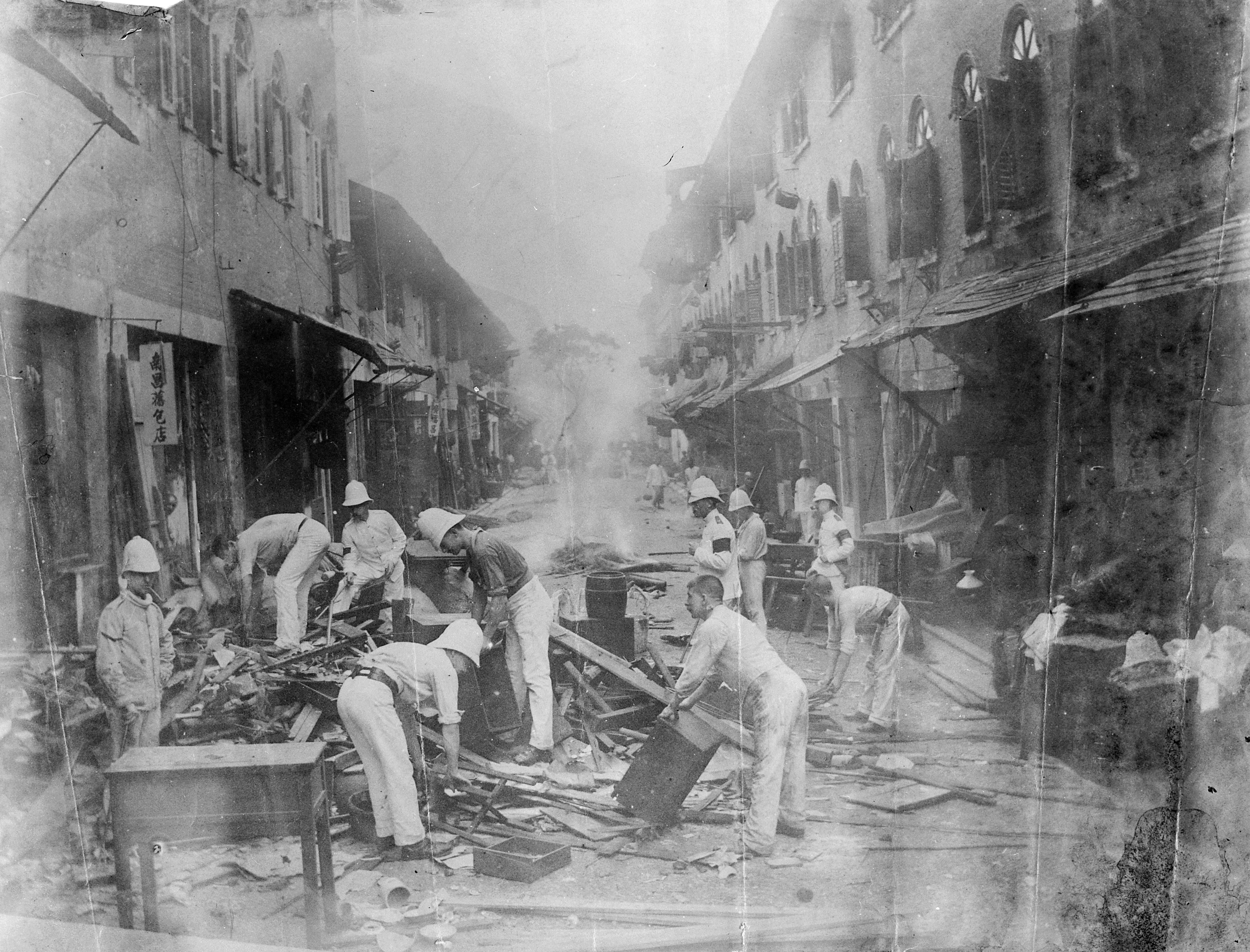
部隊把患者物品燒毀 (1)
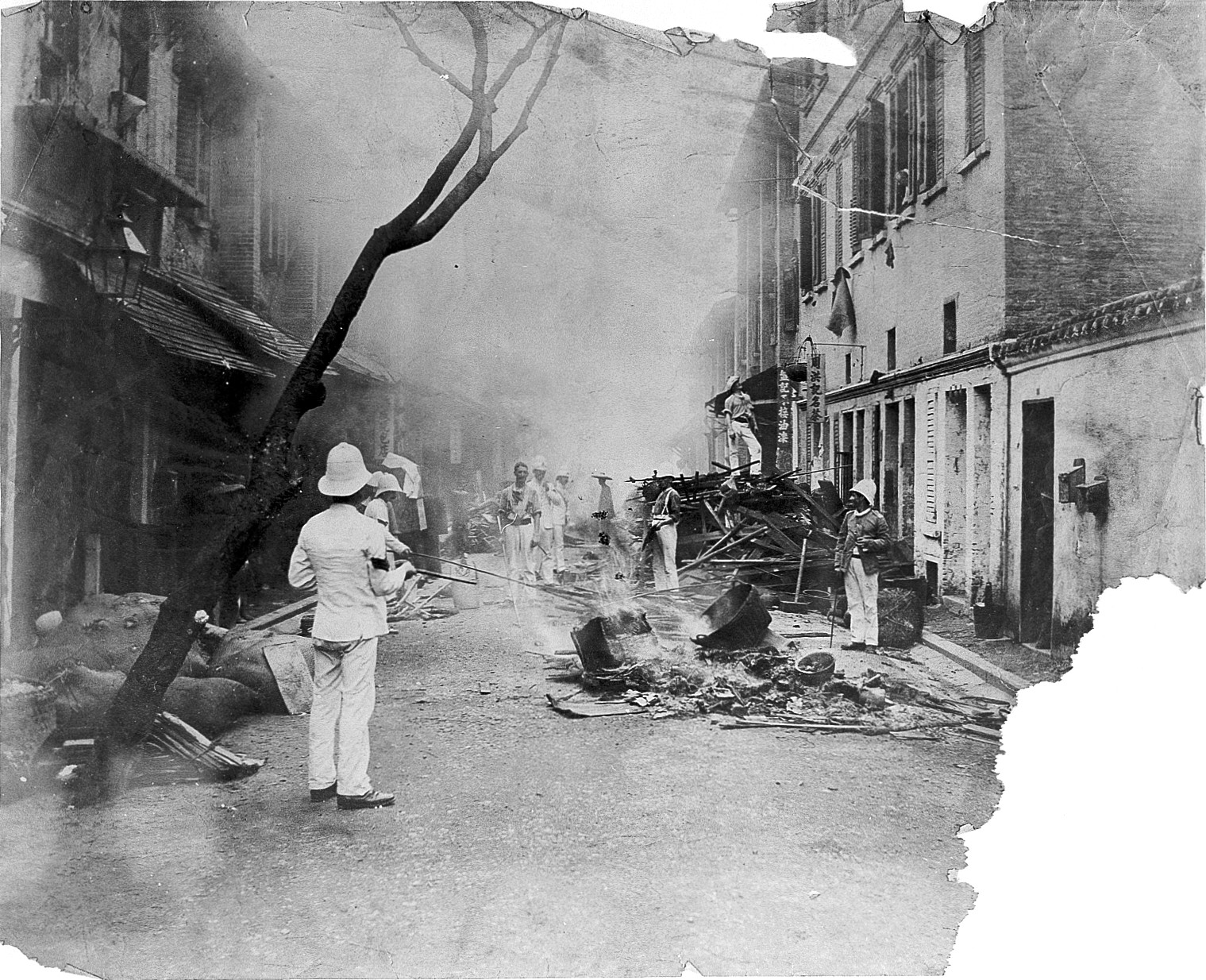
部隊把患者物品燒毀 (2)
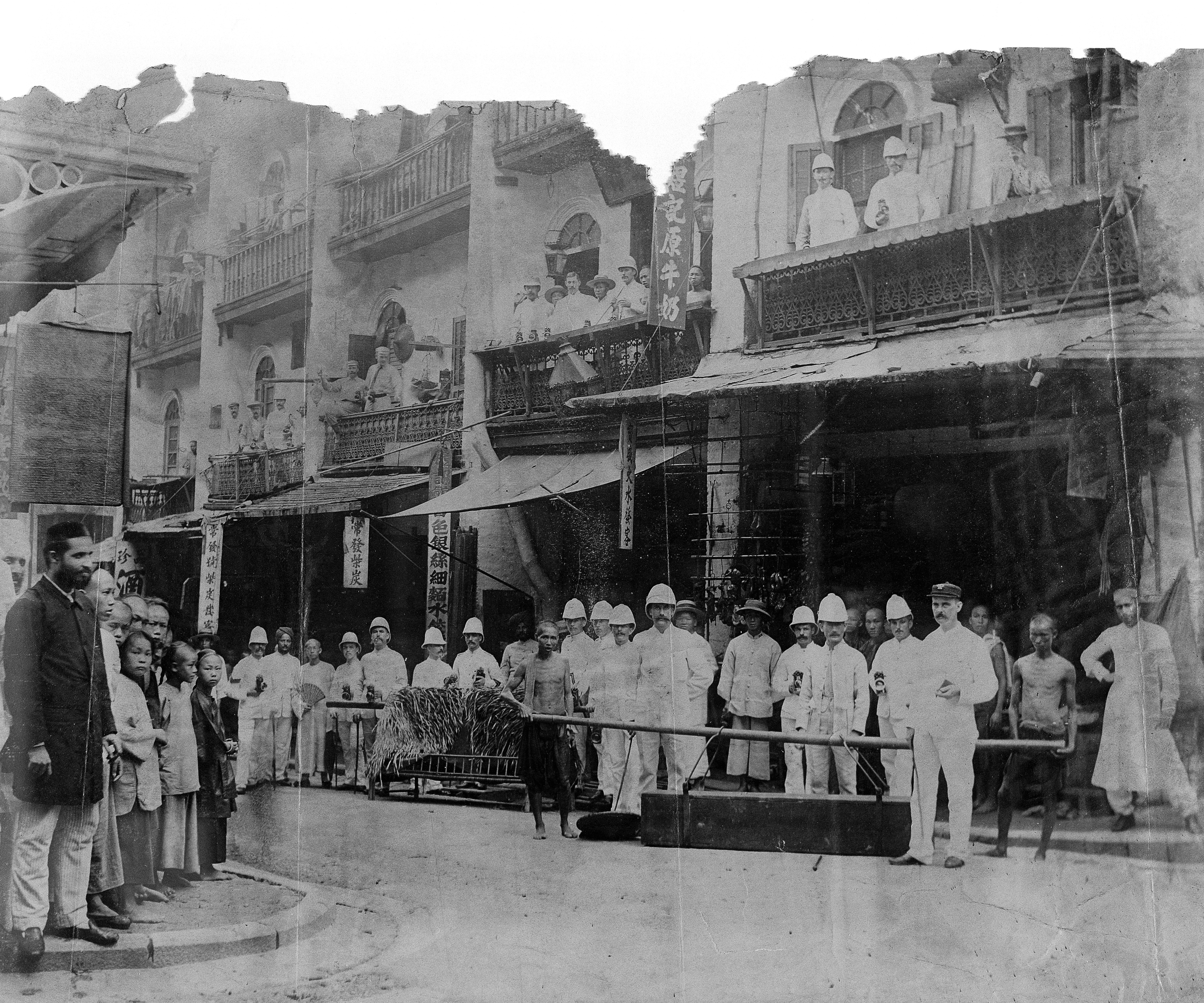
部隊監督咕喱搬走患者棺木

疫病在五至六月高峰時每天新症達80宗，死亡人數最多時每天超過100人。香港的華人大量離港前往華界暫避，至6月已有超過8萬人離港，佔香港人口三分一。至6月中，堅尼地城的玻璃廠接受病人已達200人，比原擬的人數超過一倍。:142此時廣州方便醫院向港府表示願意接收香港的鼠疫患者，政府於是讓步，將原來於堅尼地城玻璃廠關閉，大部份華人病者被送回廣州，其餘送往堅尼地城屠房改成的醫院或當時仍屬華界的荔枝角。7月起，疫情稍為緩和。至當年9月底，疫情終於暫時終結。據官方統計，最少2500人死於這次鼠疫爆發；然而此統計不包括未被送入醫院的死者，實際人數不止於此。紀錄中，華人佔病患98%以上，死亡率高達95%以上；非華人病者不足50人但死亡率則較低。死者中三名為醫護人員。

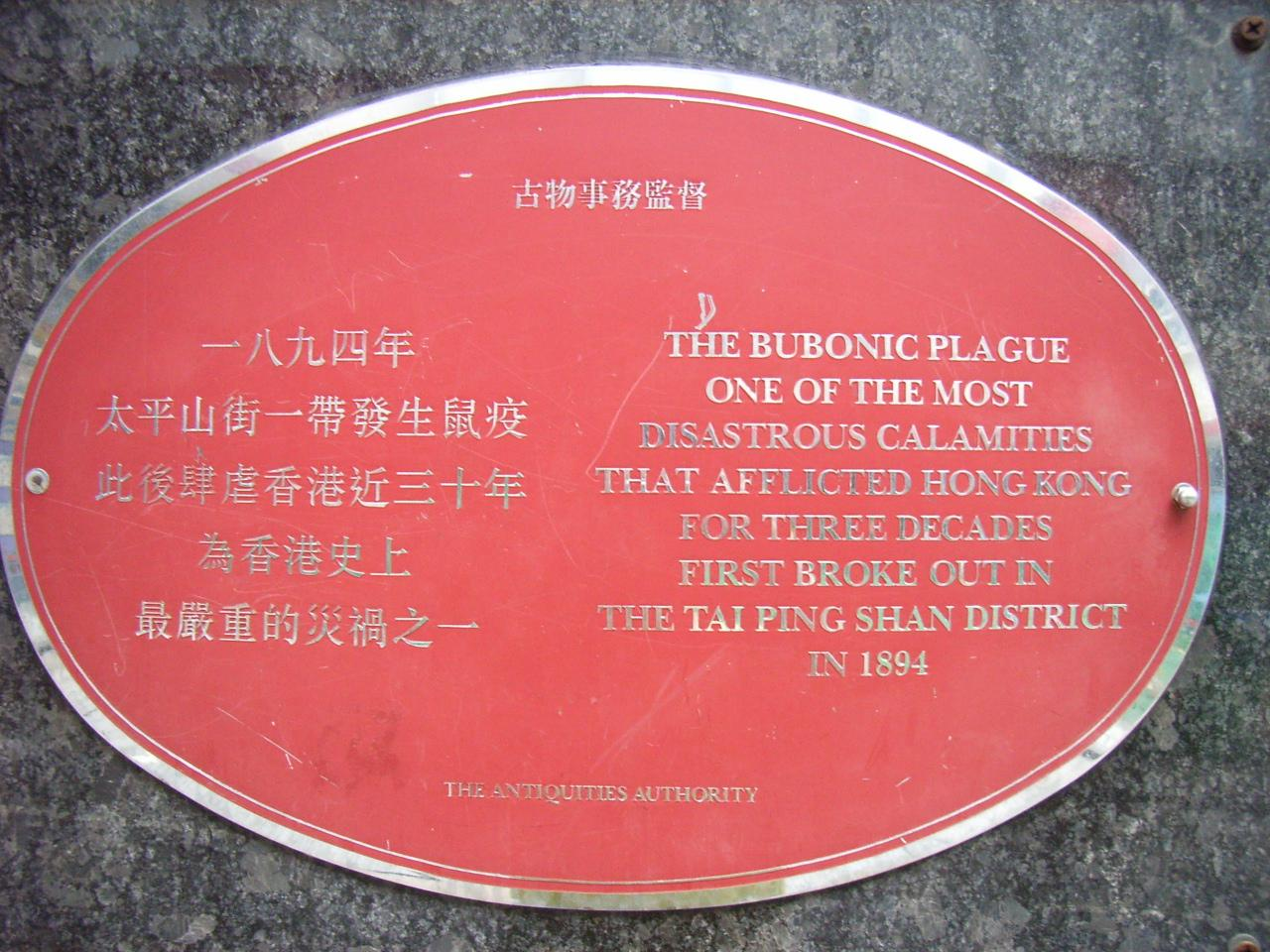
卜公花園內記述鼠疫的紀念牌

港府又進行大規模滅鼠運動，徹底消滅瘟疫。另外根據《太平山收回條例》（Taipingshan Resumption Ordinance），把上環太平山街華人聚居的384棟房屋全部拆掉，過程中共賠償80萬元，再於該處建成現時的卜公花園。

## 爆發後的影響

### 發現鼠疫桿菌

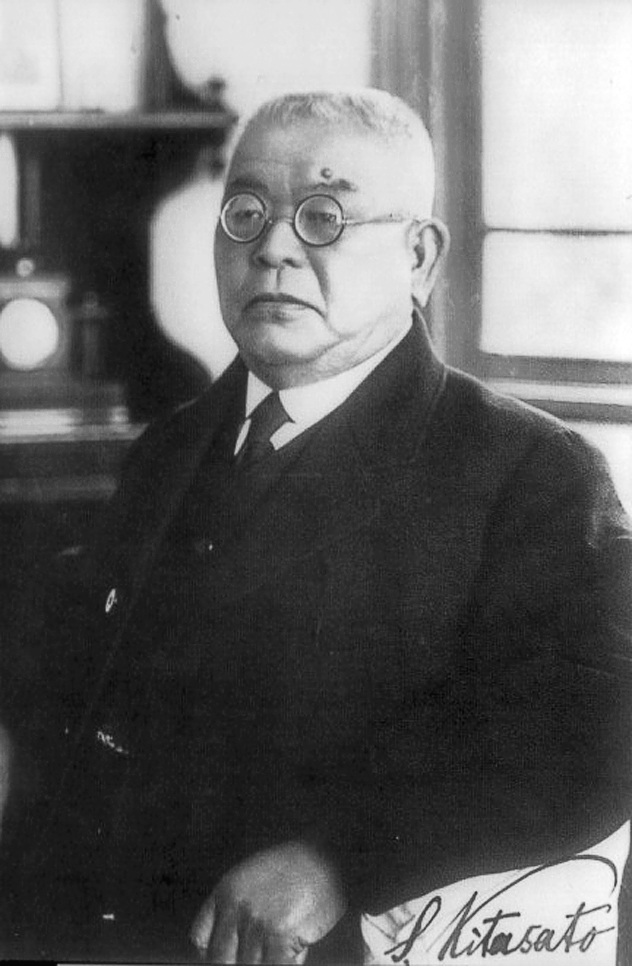
北里柴三郎

香港爆發鼠疫後，香港政府在5月底即向各國求援，要求派出相關專家到港協助。日本的微生物學專家，因發現破傷風菌及結核菌而聞名的北里柴三郎於6月12日從日本抵達香港進行研究。與此同時，法國籍的阿歷山大·葉赫森（Alexandre Yersin）受巴士德研究院（Pasteur Institute）之委托，亦於6月15日從越南抵港。:147二人分別從病死者身上分辨出相信是鼠疫的致病細菌，而且接近同時宣報發現。但兩人發現的細菌並不一樣，各自稱對方的發現有錯；之後的一段時間內，到底誰最先發現鼠疫桿菌一直備受爭論。後來北里柴三郎的發現被證明有事實錯誤，:150-151因此現時以葉赫森為鼠疫病源體的發現人，而這種細菌亦在1944年以葉赫森命名，稱之為Yersinia pestis。:151

### 全球大流行
部份港口在1894年香港爆發鼠疫後已採取措施，以防鼠疫傳入。然而這些措施最終並未能完全防止鼠疫的擴散。事實上，西方醫學在1898年以前對鼠及虱在鼠疫散佈所起的作用仍未有充份的了解，最初大部份的防疫措施方法上皆有問題，因而成效不彰。1894年以後，鼠疫在香港幾乎每年皆有出現，成為風土病，直至1926年方才完結。當中在1896年在香港的一次爆發死亡人數達1000人。而亦是在同年，鼠疫在台灣及印度孟買爆發，之後亦成為當地的風土病。1899年埃及、南非、夏威夷、美國舊金山及中國东北先後爆發鼠疫，日本亦有案例。1900年在澳洲及俄羅斯爆發，除南極洲外最終傳及全球所有大洲，一直至1950年代此次全球大流行方才完結。

### 香港衛生政策
自十九世紀中葉起，在英、美等國開始興起國家醫療政策。提高環境衛生及防止疫症，被認為是政府應有的職責之一。在英國統治下的香港，自1870年代起亦有相類似的聲音。在鼠疫爆發前的數年，政府內的衛生官員曾多次提出要求管制包括華人社區的衛生環境，限制屋宇必須符合一定的衛生條件，又擬定環境衛生調查報告，提出改善香港環境衛生乃當務之急，包括拆除及重建不合標準的建築物。然而此類提議未被華人社會所接受。而政府仍然沿用管治印度時的模式，採用間接統治，盡量避免激發華人的反對。1903年，政府頒布《醫務衛生及建築條例》，強制性推行城市清潔、屋宇改造和防鼠患、蚊患滋生和蔓延的計劃，至此香港的環境衛生才有較大改善。
醫療方面，依靠東華三院向華人提供中醫治療；衛生方面，各種管制法例及措施並不包括華人社區。1894年的鼠疫迫使政府改變其所扮演的角色。在這次鼠疫期間，政府雖受華人所反對，仍決定強制執行衛生法令。以後鼠疫再多次爆發，政府在醫療上的功能逐漸確立：包括執行衛生法例，提供衛生潔淨服務；發展向華人提供的西醫治療，開展衛生教育等等；皆是以1894年的鼠疫爆發為契機。

### 其他影响
1894年6月，香港爆发鼠疫，对远在2000公里外的天津英租界的居民和英国在津侨民造成了心理影响，加剧了当地居民对于供水卫生的担忧，引发了《京津泰晤士报》上长达一年的讨论，进而催生了天津英租界自来水系统的诞生。

### 文獻
1. （页面存档备份，存于） Governor's Despatch to the Secretary of State with reference to the Plauge，20 Jun 1894. 1894年6月20日：港督羅便臣致英倫關於香港鼠疫
2. （页面存档备份，存于） Medical Report on Bubonic Plague ，13 April 1895。1895年4月13日：香港憲報：關於鼠疫的醫學報告
3. （页面存档备份，存于） Report, on the Prevalence of Bubonic Plague during 1895 and 1896，1897。香港憲報：關於1895及1896年鼠疫持續的報告
4. 一八九四年七月葉赫森、北里柴三郎公布黑死病病原（页面存档备份，存于）：王道還
5. Bubonic Plague in Nineteenth-Century China,Carol Benedict, Stanford University Press, 1996 ISBN 0-8047-2661-2
6. Plague, Sars and the Story of Medicine in Hong Kong,Hong Kong Museum of Medical Sciences Society, Hong Kong University Press, 2006 ISBN 962-209-805-3

## 外部連結
- 香港大學圖書館 - Historical Laws of Hong Kong Online: TAIPINGSHAN RESUMPTION ORDINANCE, 1894 （页面存档备份，存于）（英文）